# Chujowie
Chujowie (lub Czuhowie; hiszp. Chuj) – Majowie zamieszkujący Gwatemalę i Meksyk, których populacja szacowana jest na 30–70 tys. osób. Ich rdzennym językiem jest język chuj, należący do grupy kanjobalskiej rodziny języków majańskich, niemniej w użyciu jest także język hiszpański. W Gwatemali większość Chujów żyje w departamencie Huehuetenango, w miastach San Mateo Ixtatán i San Sebastián Coatán.

## Nazewnictwo
Chuj to egzonim po raz pierwszy użyty przez Hiszpanów. Według tradycji ludowej nazwa ta pochodzi z języka Tzeltalów, gdzie oznaczała luźną wełnianą wierzchnią część odzienia noszoną przez Chujów. Sami Chujowie używają endonimów, takich jak ajSan Matéyo (z San Mateo Ixtatán), ajSan Sabastyán (z San Sebastián Coatán) czy ajNenton (z Nentón).

## Demografia

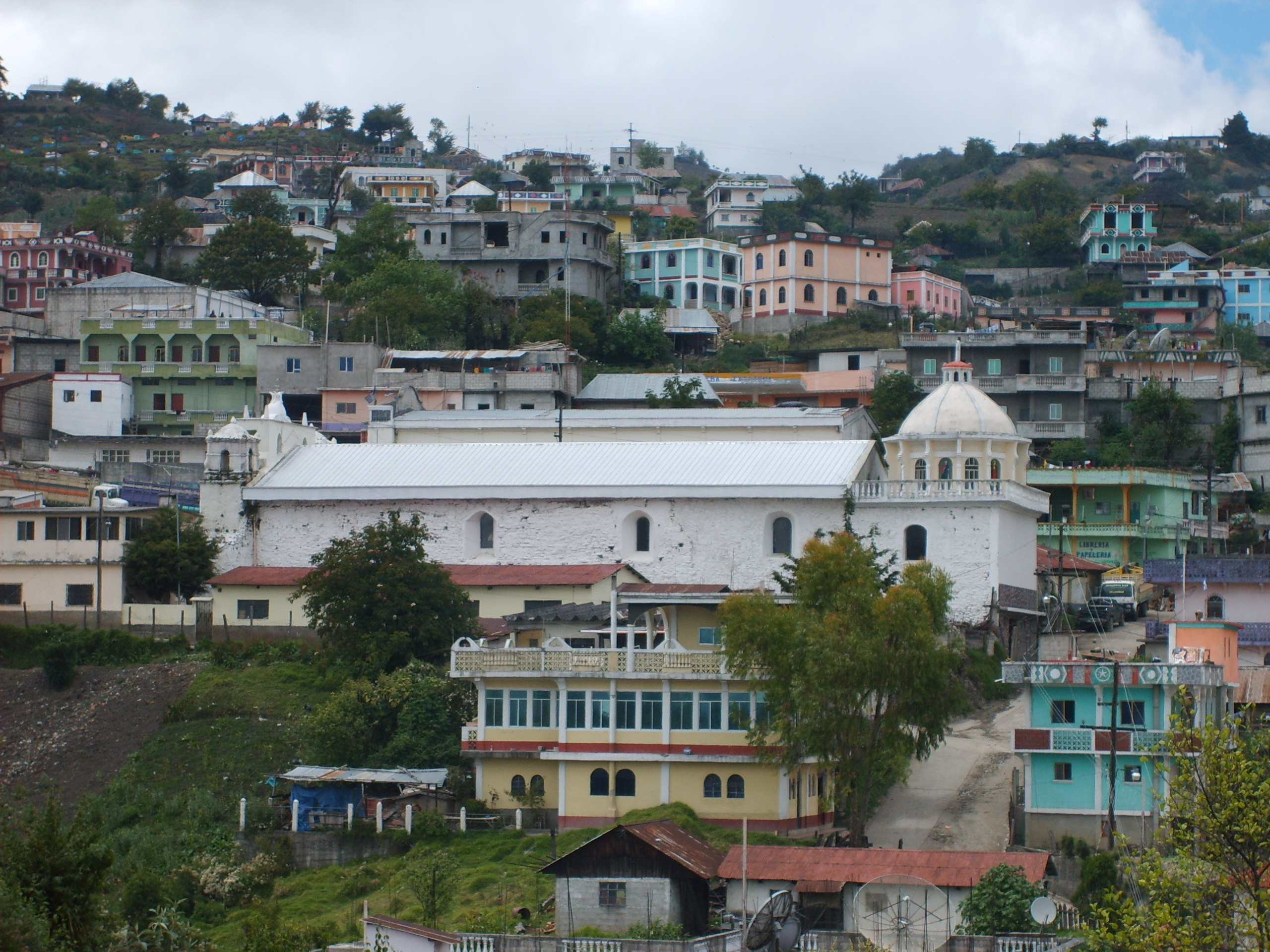
San Mateo Ixtatán

Chujowie to małe plemię Majów zamieszkujące Gwatemalę i Meksyk. Po emigracji w latach 80. XX wieku niewielka liczba Chujów mieszka również w Los Angeles.
Większość Chujów zamieszkuje góry departamentu Huehuetenango w Gwatemali. Głównymi ich siedliskami w Huehuetenango są miasta San Mateo Ixtatán i San Sebastián Coatán, niewielkie grupy zamieszkują również Nentón oraz meksykański stan Chiapas.
Szacowana liczba mniejszości chujańskiej waha się od 30 do ponad 60 tysięcy. San Mateo Ixtatán i San Sebastián Coatán, w których mieszka odpowiednio 16 i 9 tysięcy Chujów, są prawie całkowicie zasiedlone przez ludność chujańską, z kolei w Nentón blisko 4 tysiące mieszkańców posługuje się językiem chuj. Ze względu na nieregularną emigrację do Stanów Zjednoczonych niewiele wiadomo o ich populacji w Los Angeles – według szacunków ich liczba zbliżona jest do populacji San Sebastián Coatán.

## Historia

### Epoka przedkolumbijska
Uważa się, że Chujowie wywodzą się z ludu posługującego się językiem pramajańskim, a ich przodkowie zamieszkiwali tereny obecnej Gwatemali, zanim pramajański zaczął dzielić się na współczesne języki majańskie około 4 tysięcy lat temu. Pod San Mateo Ixtatán znajdują się pozostałości chujańskiej osady z kopcami i placami, powstałej pomiędzy 600 a 900 r. n.e.
Podobnie jak inne plemiona majańskie, Chujowie prowadzili osadniczy tryb życia, zajmując się uprawą kukurydzy i fasoli. Z zachowanych danych na temat historii Chujów wynika, że w XV wieku znajdowali się pod okupacją Kiczów, z której wyzwolili się na początku XVI wieku.

### Hiszpańska konkwista

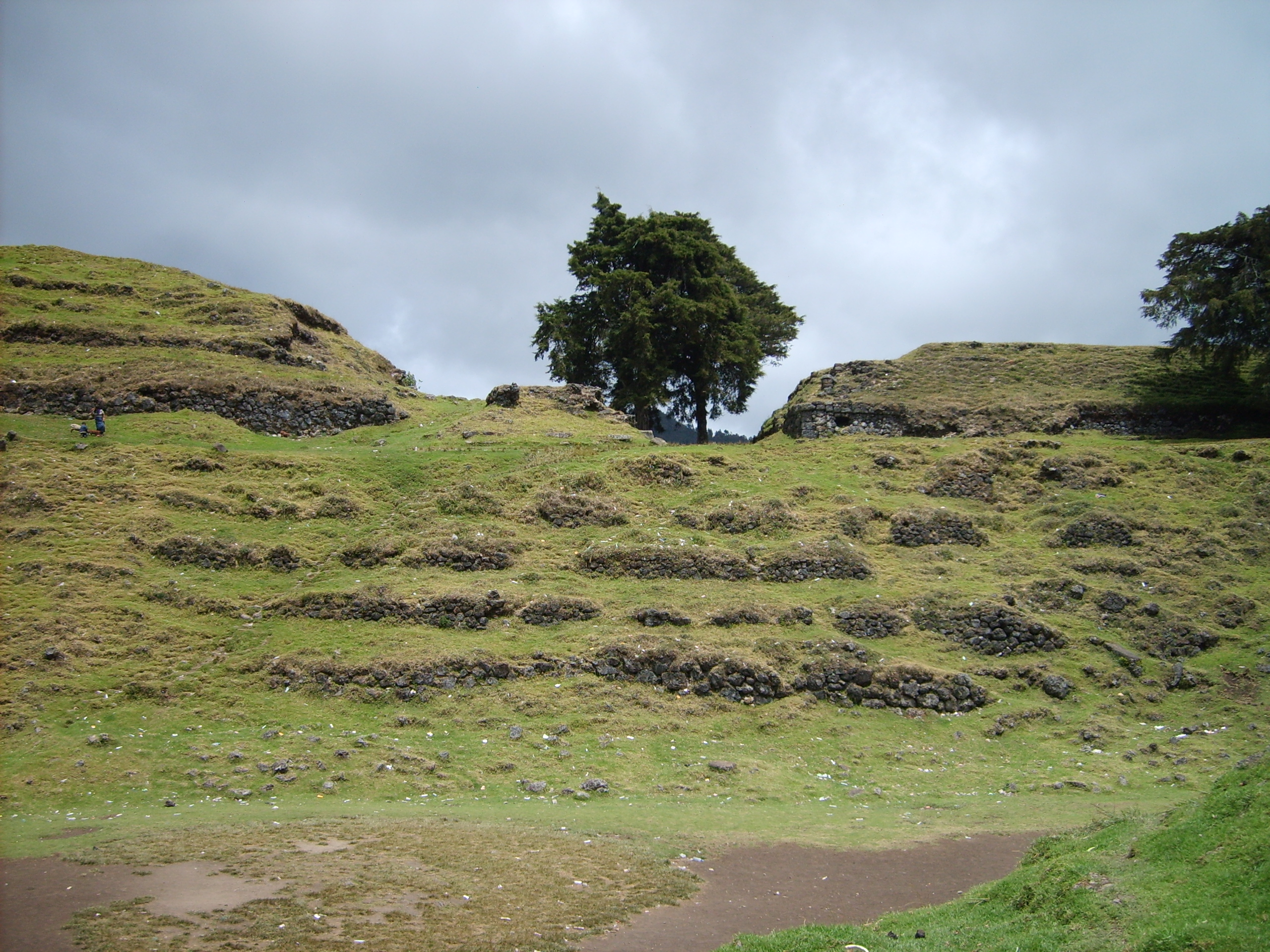
Ruiny Ystapalapán

Hiszpanie zaczęli podbijać górskie tereny Gwatemali w 1524 roku, kiedy do rejonu dotarła armia konkwistadora Pedra de Alvarado. W 1529 roku San Mateo Ixtatán (wtedy znane jako Ystapalapán) wraz z Santa Eulalią i Jacaltenango stało się encomiendą Gonzala de Ovalle’a, towarzysza de Alvarado. W latach 30. XVI wieku Chujowie stali się poddanymi hiszpańskich konkwistadorów. W 1549 roku w San Mateo Ixtatán założona została pierwsza redukcja misyjna nadzorowana przez dominikanów. Chujowie zamieszkujący San Mateo Ixtatán opierali się hiszpańskiej kontroli dłużej, niż ich sąsiedzi z innych terenów górskich – Hiszpanom udało się pacyfikować ludność tylko do czasu, gdy na miejscu znajdowały się ekspedycje. W dłuższej perspektywie skutkiem był jednak znaczący spadek ludności chujańskiej w XVI wieku.
W drugiej połowie XVII wieku hiszpański misjonarz Alonso de León informował, że w San Mateo Ixtatán żyje około osiemdziesięciu rodzin, które nie płacą daniny hiszpańskiej koronie, ani nie uczęszczają na msze w obrzędzie rzymskokatolickim. Opisał je jako „zadziorne” i narzekał, że tylko pozornie byli chrześcijanami: na wzgórzach w pobliżu przedkolumbijskich ruin wznieśli pogańską świątynię, gdzie palili kadziła i składali w ofierze indyki. Ostatecznie de León został wypędzony z San Mateo Ixtatán przez Chujów.
W 1684 roku gubernator Gwatemali Enrique Enriquez de Guzmán podjął decyzję o ostatecznym podboju regionu. W 1686 roku osobiście przybył do San Mateo Ixtatán, uprzednio wysyłając do miasta oddziały pod dowództwem kapitana Melchora Rodrígueza Mazariegosa, i przejął nad nim kontrolę. Po zwerbowaniu chujańskich wojowników z pobliskich osad, w tym 61 z San Mateo Ixtatán, rozpoczął inwazję niepodbitego dotąd regionu Lacandon, dzięki czemu ostatecznie podbił cały obszar.

### Epoka pokolonialna
Gwatemala uzyskała niepodległość od Hiszpanii w 1821 roku. W drugiej połowie XIX wieku gwatemalski rząd przekazał należące do Chujów ziemie prominentnym właścicielom ziemskim zajmującym się uprawami. Proces ten rozpoczął się w 1876 roku, kiedy Chujowie zmuszeni zostali do opuszczenia ziem, na których następnie powstało miasto Nentón. W trakcie następujących potem walk Chujom udało się utrzymać swoje ziemie w terenach górskich, co przyczyniło się do tego, że dziś postrzegani są jako lud buntowników. Wskutek utraty większości swoich ziem, co przyczyniło się do niewyobrażalnego ubóstwa, Chujowie zostali zmuszeni do migracji na południowe wybrzeże Gwatemali. Stali się wieśniakami albo wędrownymi robotnikami fizycznymi.
W następnych latach często brali udział w powstaniach wywołanych ubóstwem i żalem po utratach ziem. Polityczny niepokój i krwawe rozprawianie się z Chujami nasiliło się po II wojnie światowej. W latach 70. XX wieku powszechne były krwawe konfrontacje z policją. W późnych latach 70. i wczesnych latach 80. Chujowie walczyli z gwatemalskimi funkcjonariuszami prawa, aby zachować swoje lasy. Także w latach 80., kiedy Gwatemalą rządziła junta wojskowa, Chujowie zaangażowali się w wojnę partyzancką przeciwko wojsku, które postrzegało ich jako „wewnętrznego wroga”. W ciągu dekady około 25% społeczności chujańskiej wyemigrowało do USA.

## Kultura

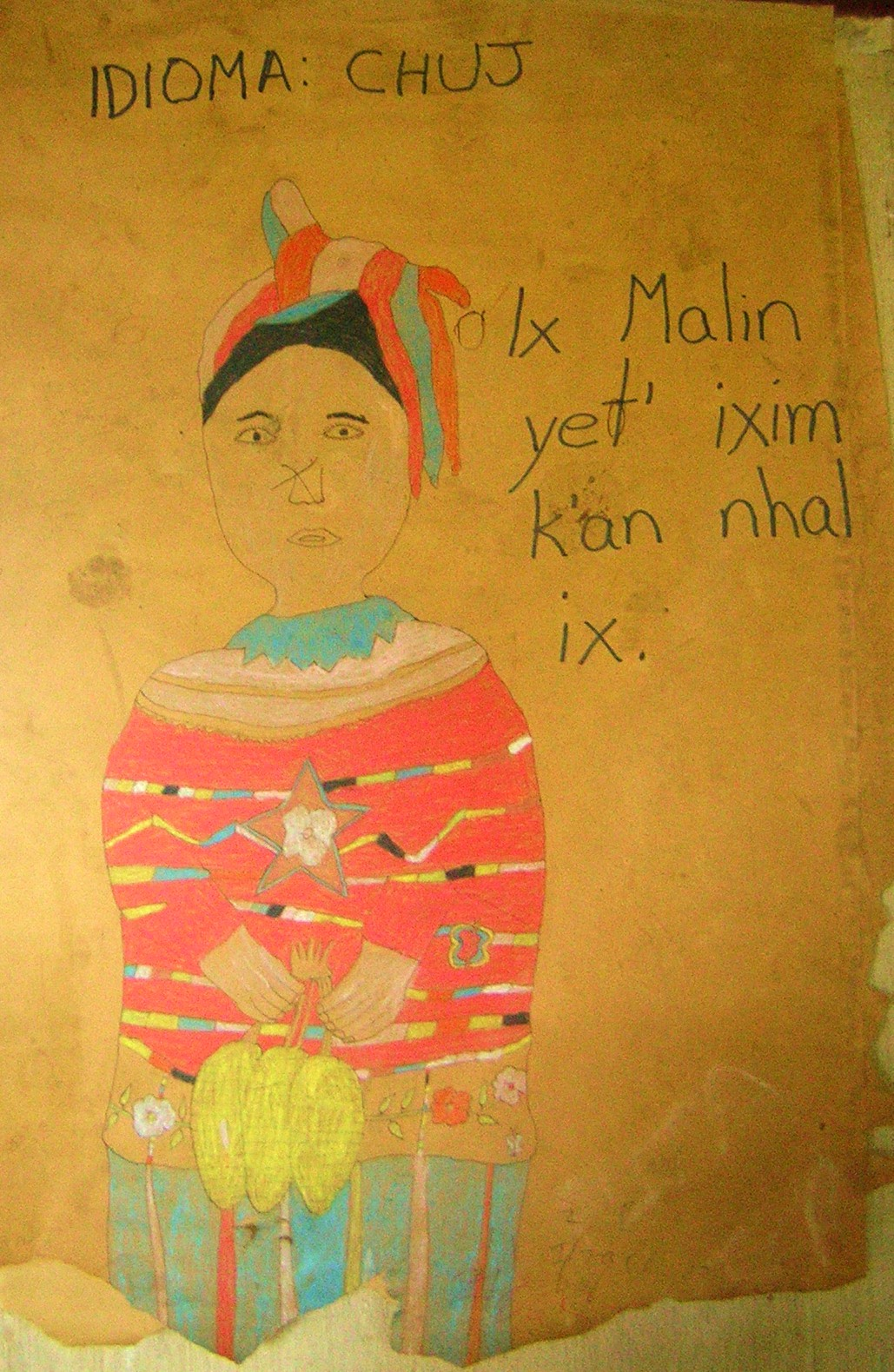
Przykład sztuki ludowej: Chujanka i tekst w języku chuj, nawiązujący do majańskiej kultury kukurydzy

### Język
Chujowie posługują się językiem chuj, należącym do rodziny języków majańskich. Zbliżony jest on do języka tojolab’al, używanego w Meksyku. Obecnie Chujowie są dwujęzyczni, komunikują się także w języku hiszpańskim. Chociaż język chuj pozostaje w użyciu, podobnie jak w przypadku wielu innych języków majańskich, dzieci – zwłaszcza w większych miastach – z reguły nie uczą się go jako pierwszego języka, a w niektórych przypadkach nie uczą się go w ogóle.

### Religia i wierzenia
Tradycyjne wierzenia Chujów zakładają, że wszystkie elementy natury – wzgórza, strumienie, jaskinie itd. – mają swoje duchy. Duchy jaskiniowe, często mające być przodkami mieszkańców miasta, można prosić o radę i wsparcia. Śmierć uważana jest za przejście do „domeny przodków”. Życzenia wypowiadane na łożu śmierci uważa się za wiążące – za ich niespełnienie duchy karać mogą chorobą albo nieszczęściem. Do duchów modlić można się w przydomowych kapliczkach, jaskiniach, na wzgórzach, zaś w San Mateo w majańskich strukturach rozciągających się pod miastem.
Wśród Chujów powszechny jest również katolicyzm: w San Mateo religią jest synkretyczne połączenie katolicyzmu z tradycyjnymi wierzeniami, z kolei w San Sebastián istnieje wyraźny podział na tych, którzy praktykują tradycyjne obrządki, a działającą w mieście Akcją Katolicką.

### Ubiór
Chujowie noszą charakterystyczny ubiór, różniący się jednak w zależności od miasta. Mężczyźni z reguły noszą wełniane tuniki z krótkimi rękawami, delikatnie haftowane w okolicach karku i ramion, z kolei kobiety wełniane bluzy z bogatymi haftami w kolorach czerwonym, żółtym, zielonym i czarnym.